# Leonard Feeney
Leonard Feeney (* 15. Februar 1897 in Lynn, Massachusetts; † 30. Januar 1978 in Ayer, Massachusetts) war katholischer Priester und 35 Jahre lang Jesuit. Sein Lebenswerk war die Verteidigung des Dogmas vom exklusiven Heilsanspruch der Kirche, was seit Cyprian von Karthago mit der Formel extra ecclesiam nulla salus zum Ausdruck gebracht wird. Dies führte zur zeitweiligen Exkommunikation. Feeney war lange Zeit, auch wegen seines literarischen Werks, einer der bekanntesten katholischen Priester der USA.

## Biographische Daten
Leonard Feeney trat am 7. September 1914 in den Orden der Jesuiten (Noviziat) ein. Fast 14 Jahre nach seinem Eintritt erhielt er am 20. Juni 1928 seine Priesterweihe. 1930 wurde er Redakteur des sehr bekannten jesuitischen Monatsmagazins „America“. Er war schriftstellerisch tätig und publizierte verschiedene Bücher. 1942 war er Leiter des St. Benedict Center, eines jesuitischen Studienzentrums für Studenten der Harvard University. Außerdem gründete er 1949 den Ordens „Slaves of the Immaculate Heart of Mary“. 1953 wurde er durch Papst Pius XII exkommuniert, welche 19 Jahre später wieder aufgehoben wurde. 1978 verstarb er.

## Frühes Wirken
Leonard Feeney wurde am 15. Februar 1897 in Lynn, Massachusetts geboren. Er trat mit 17 Jahren am 7. September 1914 in das Noviziat der Jesuiten im Staat New York ein. Nach Studien in Großbritannien, Belgien, Frankreich und den USA wurde er am 20. Juni 1928 zum Priester geweiht.
Schnell wurde er ein bekannter Autor, der z. B. das in der damaligen Zeit unter Katholiken in den USA weitverbreitete Buch „Fish on Fridays“ schrieb, und Feuilletonredakteur der amerikanischen jesuitischen Zeitschrift „America“. In den dreißiger Jahren war er einer der bekanntesten und beliebtesten katholischen Priester der USA, so äußerte z. B. Bischof Fulton Sheen er würde sich in seiner Radiosendung nur durch Pater Feeney vertreten lassen.
1942 wurde Pater Feeney mit Erlaubnis seiner Ordensoberen der spirituelle Begleiter des Saint Benedict Center, eines katholischen Studentenzentrums an der Universität Harvard, das zwei Jahre zuvor von Catherine Goddard Clarke gegründet worden war. Während es sich anfangs um eine Nebentätigkeit handelte, wurde daraus schon 1945, wiederum mit Erlaubnis seiner Oberen, eine Vollzeitaufgabe. In der relativ kurzen Zeit, in der Pater Feeney das Zentrum regulär leitete, konvertierten mehrere hundert Harvard-Studenten und -Lehrer durch ihn zum Katholizismus. Bekanntestes Mitglied des Saint Benedict Center war damals Avery Dulles, später Kardinal.

## Konflikte
Während dieser Zeit begann Pater Feeney ein zunehmend kontroverses Wirken. Er beklagte einen Verfall des Katholizismus in Amerika und weigerte sich z. B. andere Jesuitenpatres am Saint Benedict Center aushelfen zu lassen, wodurch er mit Bischöfen und Ordensoberen in zunehmenden Konflikt geriet. Gegenüber Mitgliedern des Saint Benedict Center erläuterte er, dass der von ihm wahrgenommene Verfall auf ein „vergessenes Dogma“ zurückzuführen sei, das zu finden er sich zur Aufgabe machte.
Zwei Jahre später, im Juli 1947 schließlich verkündete er, das „vergessene Dogma“ gefunden zu haben, das Dogma Extra ecclesiam nulla salus („außerhalb der Kirche kein Heil“). Dabei legte er eine äußerst rigoristische Auslegung dieses Dogmas vor und lehrte, dass jeder, der nicht getauftes Mitglied der Römisch-Katholischen Kirche sei, zur Höllenstrafe verurteilt sei. Auch die von vielen Heiligen gelehrten Konzepte der Begierdetaufe und Bluttaufe lehnte er ab, betonte aber, dass dies nur seine persönliche Meinung sei.
Noch im selben Sommer wiesen seine Ordensoberen, denen sein zunehmender Einfluss auf die Mitglieder des Saint Benedict Center unheimlich wurde, ihn an, seine Position aufzugeben und eine Stelle am Holy Cross College in Worcester, Massachusetts anzunehmen. Er gehorchte auch zunächst.

## Ordensgründung
Nur kurz danach überzeugten ihn jedoch extra angereiste Mitglieder des Saint Benedict Center zurückzukehren. Nach seiner Rückkehr gründete er die Mancipia Immaculati Cordis Mariae (Slaves of the Immaculate Heart of Mary / Sklaven des unbefleckten Herzens Mariens), die er als „meinen Orden“ bezeichnete, der zur Verteidigung und Verbreitung des von ihm „wiederentdeckten Dogmas“ dienen sollte. Gleichzeitig legte er selbst den jesuitischen Ordenskürzel SJ ab und ersetzte ihn durch MICM. Der Orden hatte jedoch keinerlei kirchenrechtliche Form, und viele Mitglieder, vormals Mitglieder des Saint Benedict Center, waren verheiratet und hatten Kinder, was klar gegen kanonisches Recht verstößt. Man entschied sich zum gemeinsamen Aufziehen der Kinder, was die Mancipia eher in die Nähe einer Sekte als eines Katholischen Ordens rückte.

## Suspension, Ordensausschluss, Exkommunikation
Da Pater Feeney auch weiterhin allen Anweisungen seiner Oberen ungehorsam war, wurde ihm am 31. Dezember 1948 die Beichterlaubnis entzogen, am 18. April 1949 wurde er suspendiert und allen Katholiken wurde verboten an Aktivitäten des Saint Benedict Center teilzunehmen.
Nachdem er bereits am 10. Oktober 1949 aus dem Jesuitenorden ausgeschlossen worden war, weigerte sich Leonard Feeney in der Folgezeit mehrfach seiner Vorladung vor das Heilige Offizium in Rom folge zu leisten und schrieb sogar einen Brief an Papst Pius XII., in dem er dieses der Häresie anklagte. Schließlich wurde er am 13. Februar 1953 wegen seiner fortgesetzten Weigerung vor dem Heiligen Offizium zu erscheinen, von ebendiesem mit Zustimmung des Papstes exkommuniziert. Die meisten Mitglieder der Mancipia folgten ihm jedoch auch nach diesem Schritt weiterhin.

## Umzug, Rekonziliation und Tod
1957 verkauften Pater Feeney und seine Anhänger alle Häuser in Cambridge und zogen auf das Land nach Still River, wo sie, ehemalige Harvardstudenten, ein landwirtschaftlich geprägtes Leben anfingen.
1972 schließlich wurde die Exkommunikation von Leonard Feeney aufgehoben, ohne dass er einer seiner Lehren abschwören musste. Er musste lediglich ein anerkanntes katholisches Glaubensbekenntnis rezitieren und entschied sich für das Athanasische Glaubensbekenntnis, da dieses mit den Worten: Wer da selig werden will, der muss vor allem den katholischen Glauben festhalten. Jeder, der diesen nicht unversehrt und unverletzt bewahrt, wird ohne Zweifel ewig verloren gehen. beginnt und mit Dies ist der katholische Glaube. Jeder, der ihn nicht aufrichtig und fest glaubt, kann nicht selig werden. endet.
Zusammen mit ihm begann ein Teil des Saint Benedict Center eine kanonische Struktur anzunehmen und ist heute eine anerkannte benediktinische Abtei.
Leonard Feeney starb am 30. Januar 1978 und ist auf dem Gelände der Abtei in Still River neben Catherine Goddard Clarke begraben.

## Nachwirkung
Während ein Teil des Saint Benedict Center sich schon 1974 um eine kanonische Struktur bemühte, 1987 zum benediktinischen Priorat und 1993 zur Abtei erhoben wurde, widersetzte sich ein anderer Teil diesem Vorgehen, da sie die nachkonziliare Liturgiereform ablehnten. Von diesen wurde wiederum ein Teil nach dem päpstlichen Motu Proprio Ecclesia Dei regularisiert, so dass es heute auf diözesaner Ebene tatsächlich einen anerkannten Orden namens Mancipia Immaculati Cordis Mariae gibt. Ein anderer Teil wiederum lebt in anderen Diözesen ohne Anerkennung, allerdings auch ohne Zensuren von kirchlicher Seite. Alle drei Gruppierungen halten nach wie vor an der rigoristischen Auslegung des Extra Ecclesiam Nulla Salus fest. Insbesondere die ersten beiden Gruppen gelten, wenn man die Situation in den 50er und 60er Jahren bedenkt, als Beispiele gelungener Reintegration sektiererischer Tendenzen in die Kirche.
Ansonsten ist das Wirken Pater Feeneys, dessen Exkommunikation aufgrund seiner Bekanntheit für großes Aufsehen gesorgt hatte, außerhalb von traditionalistischen Kreisen in Amerika, wo die Anhänger der Theologie Feeneys oft für hitzige Diskussionen sorgen, größtenteils in Vergessenheit geraten.